# Фельгибель, Эрих
Эрих Фельгибель (нем. Erich Fellgiebel; 4 октября 1886, Пёпельвитц, королевство Пруссия — 4 сентября 1944, Берлин) — генерал войск связи вермахта, участник заговора 20 июля против Гитлера.

## Биография
Родился 4 октября 1886 года в семье помещика Альберта Фельгибеля. Рос в родительском поместье Бухенхаген в провинции Позен. Учился в гимназии Йоханнеса в Бреслау, где проявил большие способности в области естественных наук. Уже тогда был страстным наездником.
Повышенный интерес к естественным наукам привёл его в телеграфные войска. 19 сентября 1905 года поступил фанен-юнкером во 2-й телеграфный батальон прусской армии. За особые заслуги произведён в лейтенанты. Когда началась Первая мировая война, был преподавателем в школе военного телеграфа в Шпандау-Рулебен. В годы войны служил в командовании 7-й армии и в генеральном штабе. По окончании войны зачислен в рейхсвер. Посвятил себя развитию военной связи. Служил в отделе армейской подготовки министерства рейхсвера, а затем перешёл в штаб 2-го батальона связи в Штеттине. 
1 апреля 1928 года получил звание майора и переведён в Дрезден в штаб 4-й дивизии. В 1930 году назначен командиром 2-го батальона связи в Штеттине. 1 февраля 1933 года произведён в подполковники, в 1934 году — в полковники. С 1 октября 1934 года — инспектор войск связи вермахта. В 1938 году получил звание генерал-майора.
Его отличали напористость, высокий уровень профессиональных знаний и способность оптимально использовать новые технологии. Многие испытания он проводил у себя дома. Стал одним из первых в Германии владельцев телевизионного приёмника.
26 августа 1938 года назначен начальником службы связи сухопутных войск и начальником связи вермахта в Верховном командовании вермахта. 
В начале Второй мировой войны полностью контролировал все средства связи армии, за что получил прозвище «кабельный папа». Ему удалось сделать связь важнейшим орудием войны. Благодаря новым типам полевых кабелей дальней связи сообщения можно было безопасно передавать даже на большие расстояния. Он внедрил использование ультракоротких волн и добился того, чтобы каждый танк имел радиостанцию.
В 1940 году произведён в генералы войск связи и назначен инспектором войск связи. Кроме того, он был генеральным уполномоченным по техническим коммуникациям и тем самым отвечал за приобретение и использование всех видов телекоммуникационного оборудования. Таким образом, Фельгибель нёс ответственность за шифровальные машины, такие как «Энигма», а также за безопасность связи в целом.
Но был и другой Фельгибель. Ещё до начала войны он стал одним из противников Гитлера и разделял мнение генерал-полковника Людвига Бека и его преемника на должности начальника генерального штаба сухопутных войск Франца Гальдера, что Германии не следует вести завоевательную войну, так как это приведет её к краху. Благодаря знакомству с ними вступил в контакт с военным Сопротивлением. 
Фельгибель уклонялся от открытого неповиновения. Ситуация изменилась в 1942 году, когда он увидел, как Гитлер деградировал членов генерального штаба до получателей приказов и заставил их исполнять явно бессмысленные инструкции. Когда его однажды спросили, что думают люди в ставке, он ответил: «Ровно ничего, и это плохо». Он всё чаще не скрывал своего мнения, делая критические и зачастую пренебрежительные замечания даже по отношению к молодым офицерам, выросшим на нацистской пропаганде. Не раз приближённые пытались остановить его: «Генерал, если кто-нибудь это услышит». Однако Фельгибель лишь отмахивался: «Просто однажды надо рискнуть своей головой». Он охарактеризовал войну как «явно проигранную» и заявил, что «как-то» надо «сменить» руководство.
На свадьбе своего старшего сына Вальтера-Пеера в марте 1944 года он не стеснялся в выражениях. В короткой речи в поместье отца невесты он пожелал молодожёнам беззаботного будущего, но в то же время заявил: «Эта офицерская пара, сияющая сегодня от счастья, через год станет семьей земледельцев — если дела пойдут хорошо».
К этому моменту Фельгибель уже давно участвовал в подготовке покушения на Гитлера. Благодаря своему положению он имел возможность беспрепятственного передвижения и самое позднее с февраля 1943 года вместе со своим начальником штаба полковником Куртом Ханом и генерал-лейтенантом Фрицем Тиле, начальником отдела связи вермахта, пытался привлечь соратников в движение Сопротивления. Имея на своей стороне опытных связистов, Штауффенберг приступил к планированию всеобъемлющего переворота с крупными перемещениями войск.
Критическое отношение Фельгибеля не осталось незамеченным для нацистских руководителей, но его приходилось терпеть, так как он был незаменим. Тем не менее Гитлер запретил ему появляться в своём окружении. В 1943 году подполковник Людольф Зандер стал ответственным офицером связи в ставке фюрера в Восточной Пруссии и отвечал за то, чтобы Фельгибель больше не попадал в поле зрения диктатора. Однако генерал мог в любой момент приехать в Вольфсшанце из штаба сухопутных войск в Мауэрвальде, расположенном почти в 20 километрах.
Незадолго до покушения на Гитлера Фельгибель участвовал в совещаниях с полковником Штауффенбергом и генералом Фридрихом Ольбрихтом, а также поддерживал тесный контакт с заговорщиками в Восточной Пруссии — с Генрихом графом цу Дона-Шлобиттеном, который должен был стать политическим советником региона, и с Генрихом фон Лендорфом, который как военный связной Штауффенберга должен был руководить переворотом из Кёнигсберга. Фельгибель встретился с Лендорфом и его женой 19 июля, то есть за день до покушения. Прикрытием для таких встреч часто служило их увлечение лошадьми. Чтобы спокойно обменяться мыслями, они посетили конный завод Янув-Подляски, которым руководил брат Фельгибеля Ханс.
Задачи Фельгибеля были чётко определены с самого начала. Он должен был обеспечить беспрепятственную передачу инструкций заговорщиков, но при этом блокировать все остальные сообщения. Он не должен был ничего разрушать или даже взрывать, как утверждалось позже. Это вообще было невозможно. Коммуникация вермахта была намеренно децентрализованной и тем самым надёжно защищённой от саботажа – результат перфекционизма Фельгибеля. Кроме того, существовали специальные линии люфтваффе и СС, к которым Фельгибель не имел доступа. Однако, полагаясь на успех покушения и хаос в первые несколько часов, он решил активно действовать в зависимости от ситуации.
Рано утром 20 июля 1944 года Фельгибель прибыл в ставку Гитлера Вольфсшанце, чтобы после приезда Штауффенберга передать полковнику Хану согласованный пароль: «Приборы связи отключаются». Это означало, что покушение состоится. Взрыв в бараке, в котором Гитлер проводил совещание, произошёл около 12 часов 45 минут. Штауффенберг, вышедший из барака, где он оставил портфель с взрывчаткой, его адъютант Хафтен и Фельгибель находились в этот момент более чем в 100 метрах от барака. Услышав взрыв, Штауффенберг и Хафтен тут же отправились на аэродром, полагая, что Гитлер убит. Несколько минут спустя Фельгибель с ужасом увидел фюрера живым. Такого развития событий заговорщики не предусмотрели. Должен ли он теперь отменить переворот? Но после неудачного покушения существование военного Сопротивления стало очевидным, а Штауффенберг уже вылетел в Берлин и был вне досягаемости.
Гитлер, как никто другой, помог Фельгибелю в его решении, распорядившись временно заблокировать связь. Зандер немедленно приказал выдрать все вилки из складных шкафов в распределительном щите и приказал телефонистам держаться на расстоянии двух метров от своих шкафов. Это сыграло на руку Фельгибелю. Он не потерял присутствия духа и решил действовать в соответствии с планом переворота. Тот факт, что Гитлер остался жив, изменил все. Однако, возможно, он выиграет несколько решающих часов для других заговорщиков.
Около 13 часов 30 минут Фельгибель позвонил генерал-лейтенанту Тиле в Бендлер-блок, где заговорщики ждали новостей, и двусмысленно сообщил: «Произошло что-то ужасное, фюрер жив». Однако Тиле решил держать это при себе. Слова Фельгибеля, сказанные в присутствии непосвящённого Зандера, он, очевидно, понял не как призыв действовать по плану, несмотря на то что Гитлер выжил. Или не хотел этого понимать. Когда Фельгибель узнал, что Тиле нет на месте и никто в Берлине ничего не делает, он сказал своему соратнику: «Тиле это не сойдет с рук, так нельзя поступать ни как человеку, ни как офицеру».
Фельгибель был допрошен 20 июля 1944 года и на следующую ночь арестован, так как его встреча со Штауффенбергом не прошла незамеченной. В списке будущего кабинета, обнаруженном позже, он значился министром почты. Когда ординарец предложил ему пистолет, Фельгибель ответил: «Так не делают».
10 августа 1944 года Народная судебная палата приговорила его к смертной казни через повешение. После оглашения приговора Фельгибель крикнул судье Фрейслеру: «Вам следует поторопиться с исполнением приговора, господин председатель, иначе вы рискуете быть повешенным раньше нас!» 4 сентября он был повешен в берлинской тюрьме Плётцензее.

## Награды
- Железный крест (1914) 2-го и 1-го класса (Королевство Пруссия)
- Орден «За военные заслуги» 4-го класса с мечами (Королевство Бавария)
- Крест «За военные заслуги» 3-го класса с военным украшением (Австро-Венгрия)
- Галлиполийская звезда (Османская империя)
- Орден «За военные заслуги» офицерский крест (Болгария)
- Пряжки к железным крестам 2-го и 1-го класса
- Почётный крест Первой мировой войны 1914/1918 с мечами
- Медаль «За выслугу лет в вермахте» 2-го класса

## Эрих Фельгибель в популярной культуре
- В немецком фильме «Штауффенберг» роль Эриха Фельгибеля исполнил актёр Харальд Крассницер.
- В американском фильме «Операция „Валькирия“» роль Эриха Фельгибеля исполнил актёр Эдди Иззард.